# 대학 공통 제1차 학력 시험
대학 공통 제1차 학력 시험(일본어: 大学共通第1次学力試験 다이가쿠쿄쓰다이이치지가쿠료쿠시켄[*])은 1979년 1월 13·14일부터 1989년 1월 14·15일까지 11년간 11 차례에 걸쳐 모든 국공립 대학 및 산업의과대학 입학 지원자를 대상으로 전국의 각 회장에서 일제히 실시된 기초 학력 시험이다. 일반적인 호칭은 공통 일차 시험(共通一次試験), 공통일차(共通一次)이다. 실시는 국립 대학 공동 이용 기관이었던 대학 입시 센터 (현재는 독립행정법인)에서 했다.
1986년 1월 25·26일 8회까지 시험 과목이 국어, 수학, 과학, 사회, 영어로 5교과 7과목 (이과 2 과목 · 사회 2과목 선택제)으로, 총 1000점 만점이였다. 수험생은 자기의 "공통 일차 시험"의 결과를 바탕으로 전국의 국공립 대학 및 산업의과대학 중 1개교 1학과에 지원하고 2차 시험 (본시험) 한 번만 응시할 수 있다는 대학 입시 제도였다.
1987년 1월 24·25일부터는 (9회부터 마지막까지) 매년 방식이 변하였다. 시험 과목이 국어, 수학, 과학, 사회, 영어 5교과 5과목 (이과 1과목 · 사회 1과목 선택제)에서 총 800점 만점이며, 수험생은 자기의 "공통 일차 시험"의 결과를 바탕으로 2차 시험 일정별로 그룹화된 전국의 국공립 대학 및 산업의과대학 중 최대 3개교 (3학과)를 지원하고 2차 시험 (본시험)을 최대 3회 응시할 수 있다는 대학 입시 제도였다.
이 "공통 일차 시험"은 "대학 서열화를 부당하게 초래하고있다" 등의 비판을 각 방면에서 받았기 때문에, 마지막 3년 3회는 각 대학 및 대학 입시 센터 양쪽에서 개혁이 이루어져 1990년 1월 13·14일부터 명칭을 변경하고 대학 입시 센터 시험으로 전환했다.